# Voyeur (album Renato Zero)
Voyeur è il quindicesimo album in studio di Renato Zero, pubblicato nel 1989 e ripubblicato nel 2011.

## Il disco
Dopo due anni di pausa, Zero pubblica questo album, nel quale emergono una ritrovata ispirazione e nuove sonorità, rispetto ai passi falsi di Leoni si nasce, Soggetti smarriti e Zero. Il disco ottiene un discreto successo, grazie a brani come Accade, Ha tanti cieli la Luna ed il brano che dà il titolo all'album, Voyeur. Merito di questa rinascita la produzione affidata a Geoff Westley, che introduce un'aria internazionale negli arrangiamenti dei pezzi, e la nuova collaborazione con Stefano Senesi, per la stesura di alcune canzoni, oltre al ritorno di Roberto Conrado.
L'album esce in due differenti versioni, una più breve, quella del vinile e della cassetta, con soli 8 brani, e una integrale, quella del compact disc, con 11 brani. Ancora una volta, non viene estratto nessun singolo e la promozione viene affidata per lo più alla title track Voyeur e ai brani di punta Accade e Il grande mare. Una particolarità di questo disco, rispetto ai precedenti e gran parte dei successivi di Renato Zero, è quello di essere composto da brani quasi tutti lunghi, spesso oltre i 5 minuti (per esempio Il canto di Esmeralda, posto in apertura del lavoro). Il pezzo di chiusura, Ha tanti cieli la luna, verrà ripreso da Mina nel suo tributo all'artista romano, Nº 0. Il disco, a detta di molti tra i fan dell'artista, rappresenta il momento di chiusura del periodo sperimentale iniziato nel 1984, dove affiora una maturità artistica che lascia spazio alla riflessione e alla sincerità alla quale determinati pezzi sono rivolti. Non mancheranno mai gli episodi divertenti e dissacranti, ma non avranno col tempo e con le nuove esigenze, lo stesso spazio che ricoprivano agli esordi. Da quest'opera nasce quella che viene definita la seconda era artistica di Zero, anche se per la piena consapevolezza del nuovo registro bisognerà attendere ancora 5 anni, in cui tra un live disco doppio, una raccolta di " outtake " curata nei minimi dettagli, due partecipazioni a Sanremo, un EP con annesso album e un progetto benefico annesso ad un live sinfonico riporteranno definitivamente al successo l'artista romano, in una veste sempre più sobria ma dai nuovi brani sempre con una profondità maggiore dei contenuti. Conosce grazie a Westley il chitarrista Phil Palmer, dapprima semplice esecutore dei pezzi, poi insostituibile collaboratore alla stesura e anche produzione dei pezzi futuri dagli anni Novanta in poi. Un mistero rimarrà il fatto che durante questi anni dal 1984 al 1989, nonostante la sua produzione artistica si sia evoluta, non è stato altrettanto in evoluzione il consenso del pubblico, che ha nuovamente iniziato a seguirlo grazie proprio alle nuove sonorità dal respiro anglosassone che sono presenti in questo lavoro.
Il disco è stato rimasterizzato nel 2011 allo studio Logicalbox di Genova da Alberto Parodi ed è stato ripubblicato nel medesimo anno.
Il 10 maggio 2019, l'album è stato ristampato, per la terza volta, in CD per la collana Mille e uno Zero, edita con TV Sorrisi e Canzoni.

## Tracce
1. Il canto di Esmeralda (Evangelisti/Conrado-RenatoZero) - 6:10
2. Voyeur (RenatoZero/Senesi-RenatoZero) - 5:01
3. I nuovi santi (RenatoZero-Evangelisti/Conrado-RenatoZero) - 5:31
4. Accade (RenatoZero/Senesi-Conrado-RenatoZero) - 6:55
5. Sciopero (RenatoZero/Conrado-RenatoZero) - 5:41
6. Il grande mare (Evangelisti-RenatoZero/Senesi-RenatoZero) - 7:10
7. Rose (RenatoZero/Senesi-Conrado-RenatoZero) - 5:47
8. Sosia (RenatoZero/Conrado-RenatoZero) - 5:20
9. Talento (Evangelisti/Senesi-RenatoZero) - 4:47
10. Ricreazione (RenatoZero/Conrado-RenatoZero) - 6:06
11. Ha tanti cieli la Luna (RenatoZero/Senesi-RenatoZero) - 4:47

I brani Sciopero, Talento e Ricreazione sono presenti solo nelle due versioni su CD, quella originale del 1989 e la ristampa del 2011.

## Formazione
- Renato Zero - voce, cori
- Phil Palmer - chitarra
- Frank Ricotti - percussioni
- John Giblin - basso
- Stuart Elliott - batteria
- Guy Barker - tromba
- Malcolm Griffiths - trombone
- Phil Todd - sax
- Giulia Fasolino - cori

## Classifiche

### Classifiche settimanali
| Classifica (1989) | Posizione massima |
| ----------------- | ----------------- |
| Italia            | 7                 |
| Classifica (2011) | Posizione massima |
| Italia            | 53                |

### Classifiche di fine anno
| Classifica (1989) | Posizione |
| ----------------- | --------- |
| Italia            | 32        |